# Laurent Bureau
Pour les articles homonymes, voir Bureau.
Laurent Bureau, probablement né en 1444 ou entre 1444 et 1448 et mort le 5 juillet 1504, est un prélat français, membre de l'ordre des carmes, confesseur des rois  de France Charles VIII et Louis XII, évêque de Sisteron et humaniste.

## Biographie

### Carme
Laurent Bureau est probablement né en 1444 ou entre 1444 et 1448. Issu d'une famille pauvre, il entre au couvent des Carmes de Dijon vers l'âge de dix ou douze ans. Il devient novice en 1460. Il poursuit ensuite ses études à Paris. Il obtient le grade de lecteur en 1472, sa licence en 1480 puis son doctorat en théologie. Il est régent du collège de Paris en 1484 puis du collège de Navarre.
Il est définiteur au chapitre provincial de Millau de 1481, puis aux assemblées du Puy, de La Rochelle et de Semur-en-Auxois en 1488, 1490 et 1491. En 1485, il séjourne à Rome comme procureur général des Carmes. En 1493, il est élu provincial de sa province, celle de Narbonne. Il est reconduit dans cette charge en 1497 et 1498.

### Confesseur royal et évêque
Laurent Bureau est confesseur des rois rois  de France Charles VIII et Louis XII,. En 1599, en récompense de ses fonctions de confesseur royal, il est nommé évêque de Sisteron tout en conservant son provincialat, ce qui est contraire à la coutume. Il devient évêque de Sisteron entre le 15 mai et le 11 juillet 1499.
Laurent Bureau est évêque de Sisteron de 1499 à 1504. Il fait rédiger  un recueil de chartes anciennes de l'Église de Sisteron, le Livre vert, qui commence par une liste épiscopale. Ce texte, dont la fiabilité est souvent remise en cause, est la seule source locale sur les origines de l'Église de Sisteron. Les documents du Livre vert servent d'appui aux études historiques ultérieures sur l'histoire du diocèse de Sisteron.
Laurent Bureau a de bonnes relations avec les réformateurs des carmes et de l'Église catholique comme le cardinal et légat Georges d'Amboise et son frère Louis d'Amboise, évêque d'Albi. Il renonce à l'épiscopat le 30 mars 1502. Il meurt en 1504, le 5 juillet. Il est enterré dans l'église des Carmes à Orléans, sauf son cœur qui va dans l'église des carmes de Dijon.

### Humaniste
Si ses sermons sont perdus, on sait que les prêches de Laurent Bureau sont admirés de ses contemporains, qui le considèrent comme un humaniste. Il se déplace beaucoup et entretient une correspondance active, dont le sujet principal est la diffusion des livres et de la littérature. À Rome ou à Lyon, il est en relations épistolaires ou directes avec Angelo Cato, confesseur de Louis XI, Guillaume Fichet, Robert Gaguin, Girolamo Balbi, Josse Bade et Symphorien Champier.
À sa mort, les livres de sa bibliothèque sont partagés entre les couvents carmes de Dijon et de Semur-en-Auxois. Ces armes permettent d'identifier ces livres. Il possède les œuvres de Jean Duns Scot, John Baconthorp, Michel Pelagalli et John Wyclif. Même s'il s'affirme comme un humaniste, sa bibliothèque contient peu d'ouvrages de l'Antiquité. Il semble s'intéresser plus aux humanistes italiens qui lui sont contemporains. Il achète très tôt des incunables à la place de manuscrits.

## Héraldique
D'azur à une nuée flamboyante d'or mouvant du chef de l'écu à trois larmes du même en pointe.